# Teresa Prado
Teresa Prado Prieto (n. Palencia; 10 de septiembre de 1983) es una escritora española, residente en La Coruña. Especialista en novelas cortas, cargadas de humor y de elevado contenido erótico.

## Trayectoria
En el verano de 2007 nació su primera obra Serpiente, la cual no vio la luz hasta enero del 2010, a causa de un atropello sufrido en un paso de cebra en 2008, que pausó su vida y carrera literaria. Serpiente es una novela negra de firmes pinceladas dantescas, donde la trama gira alrededor de un asesino en serie que tortura, mutila y asesina prostitutas, con triángulo amoroso incluido.
También ha colaborado con relatos cortos publicados en La Voz de Galicia. 
Dos años después, en agosto de 2012, nace Aldán y las rosas de la noche, un trabajo que reinventa el género vampírico a través de su ingeniosa y lenguaraz redacción. A esta siguieron dos obras más, una en el 2012, Después del sol también llega la calma y su última obra Repóker de ases ya en el 2013, donde la autora incide en su estilo de novela negra donde se funden sexo y humor.
Tras dos años de cambios, en julio de 2015, irrumpe en el panorama literario gallego publicando S.I.D.A. Conto dun asasino, entrando a formar parte así parte de la Asociación de Escritores en Lengua Gallega.
```
En abril de 2016, gracias a la ayuda de Ediciones Andante logra sacar a la luz seis nuevas novelas: 
Gatas
, 
Risas de hiel
, 
Es la espera en un teléfono
, 
De todo lo obsceno y subversivo
, 
Por mí y por todos mis compañeros
 y 
Simón dice… despierta
.
```

## Influencias
Su literatura se ve directamente influenciada por escritores como Giorgio Faletti, Stephen King, Gabriel García Márquez, Matthew Pearl, Chuck Palahniuk o Bécquer. Su obra ha sido presentada a los VI Premios de Narrativa Breve de Repsol, así como a la X Edición del certamen nacional de novelas para jóvenes escritores Valentín García Yebra.

## Obras
- Prado, Teresa (2013). Repóker de ases. Ediciones Hades. ISBN 978-84-940684-4-7.
- Prado, Teresa (2012). Después del sol también llega la calma. Magama ediciones. ISBN 978-84-938736-2-2.
- Prado, Teresa (2012). Aldán y las rosas de la noche. Editorial Punto Rojo. ISBN 978-84-15561-60-6.
- Prado, Teresa (2010). Serpiente. Editorial club universitario. ISBN 978-84-84548-28-7.
- Prado, Teresa (2016). De todo lo obsceno y subversivo. Ediciones Andante. ISBN 978-84-945408-2-0.
- Prado, Teresa (2016). Gatas. Ediciones Andante. ISBN 978-84-944670-8-0.
- Prado, Teresa (2016). Por mí y por todos mis compañeros. Ediciones Andante. ISBN 978-84-945408-1-3.
- Prado, Teresa (2016). Simón dice... despierta. Ediciones Andante. ISBN 978-84-944670-9-7.
- Prado, Teresa (2016). Risas de hiel. Ediciones Andante. ISBN 978-84-944670-7-3.
- Prado, Teresa (2016). Es la espera en un teléfono. Ediciones Andante. ISBN 978-84-945408-0-6.
- Prado, Teresa (2015). S.I.D.A. Conto dun asasino. Artgerust. ISBN 978-84-16514-34-2.